# Удварди, Иштван
Иштван Удварди (венг. Udvardi István; 27 февраля 1960, Будапешт, ВНР — 6 февраля 2012) — венгерский ватерполист, бронзовый призёр Олимпийских игр в Москве (1980).

## Спортивная карьера
Выступал за венгерские клубы «Ференцварош», «Сегед» и «Вашаш», затем — играл за зарубежные ватерпольные команды. В 1978 году выиграл Кубок ВНР, в 1979 году — европейский Кубок Кубков и клубный Суперкубок Европы. В составе сборной Венгрии провел 52 матча (1980—1986). В 1980 году на московской Олимпиаде в составе национальной сборной стал бронзовым призёром. В том же году становился бронзовым призёром на молодёжном первенстве континента.